# Tachuda ernea
Tachuda ernea är en fjärilsart som beskrevs av William Schaus 1939. Tachuda ernea ingår i släktet Tachuda och familjen tandspinnare. Inga underarter finns listade i Catalogue of Life.